# Tjalling Koopmans College
Tjalling Koopmans College is een middelbare school in Hurdegaryp. De school is vernoemd naar de Nederlands-Amerikaanse econoom en econometrist Tjalling Charles Koopmans.

## Schoolconcept
De school werkt met het schoolconcept van SvPO voor persoonlijk onderwijs in kleine klassen, extra onderwijstijd en huiswerk op school.

## Gebouw
In 2013 vestigde de school zich met 80 leerlingen in Hurdegaryp. De school nam zijn intrek in lokalen in een noodgebouw aan de Easter Omwei. Wegens groei van het leerlingental was er na een aantal jaar behoefte aan een groter gebouw. De school kocht zelf een stuk grond en gaf bouwbedrijf de Vries opdracht om, naar een ontwerp van architectenbureau BA32, een nieuw gebouw te realiseren. Het nieuwe schoolgebouw kenmerkt zich door veel natuurlijke lichtinval en een sheddak dat neutraal noorderlicht van boven geeft. De school betrok het nieuwe gebouw in 2020 met 378 leerlingen. Het ontwerp dat gebruikt is voor het nieuwe schoolgebouw in Hurdegaryp is hetzelfde als het ontwerp dat voor de Ida Gerhardt Academie in Geldermalsen gebruikt is. Het nieuwe schoolgebouw telt 2000 m² vloeroppervlak, 2 gebruikslagen en 23 lokalen.

## Groei
De in 2013 gestarte school kende een snelle groei. Ieder jaar worden er conform het SvPO-concept maximaal 80 nieuwe leerlingen aangenomen. Vaak werd het maximum overschreden, waardoor er ingeloot wordt op volgorde van reservering. De school bereikte al in 2019 het maximale aantal van 400 leerlingen. Sinds 2021 heeft de school echter moeite om voldoende leerlingen aan te trekken, waardoor de school zich sinds schooljaar 2021/2022 onder de opheffingsnorm bevindt.

### Raad van State
Aanvankelijk kreeg de school geen toestemming om havo aan te bieden van Staatssecretaris Dekker van onderwijs na bezwaren van de twee andere schoolstichtingen in Friesland. Ouders protesteren hiertegen. Ze zijn zeer te spreken over het schoolconcept van SvPO en vinden dat andere scholen daar een voorbeeld aan moeten nemen in plaats van het te bestrijden. De school spant een procedure aan en krijgt gelijk van de Raad van State, waarna alsnog toestemming voor havo volgt in 2015.  

### Friese taal
De Onderwijsinspectie constateerde in 2019 dat er te weinig aandacht werd besteed aan het Fries. De burgeractiegroep Sis Tsiis verlangde dat dit werd opgelost. De school ruimde vervolgens meer tijd in voor het Fries en bij het volgende inspectiebezoek in 2021 werd dit als voldoende beoordeeld. De school viel daarna herhaaldelijk positief op met de aandacht voor het Fries. In 2023 kreeg de school een eervolle vermelding bij de uitreiking van de "wurkstikpriis" van de provincie Friesland.

### Conflict tussen schoolleiding en docenten
Vanaf de start van de school werd deze geleid door de initiatiefnemers van het SvPO-concept. In 2017 werd de leiding uit handen gegeven aan docent wiskunde Laura Koopmans. Zij stapte in 2019 over naar een andere school, waarna in schooljaar 2020/21 Petra Schutte aantrad als nieuwe schoolleider. De wisselingen vielen niet goed bij docenten. Juni 2021 bericht Omrop Fryslân dat er veel conflicten zijn tussen de schoolleiding en het personeel. Eén van de docenten omschreef de school tegenover de omroep op anonieme basis zelfs als "een dictatoriale malafide organisatie en de leerlingen zijn de gijzelaars." Volgens de schoolleiding lag het probleem bij de vertrekkende docenten, die een verkeerde invulling gaven aan het SvPO-concept. Het vertrek van de docenten werd toegejuigd. Naar aanleiding van het citaat werd docent Bert Mul, die vlak daarvoor al ontslag had genomen, op non-actief gesteld. 
Een groep leerlingen kwam in actie om de geschorste Bert Mul een hart onder de riem te steken. Ook spraken ze de hoop uit dat het schoolbestuur voortaan beter zou communiceren met de docenten. Een aantal leerlingen was zelfs van mening dat de school moest sluiten indien er niets zou veranderen aan de houding van het schoolbestuur. De Algemene Onderwijsbond vocht het non-actief stellen met succes aan: de schorsing moest worden teruggedraaid omdat de school niet kon bewijzen dat het gewraakte citaat van Bert Mul afkomstig was. Door het opheffen van de schorsing kon de docent nog drie dagen naar school komen voor de start van de zomervakantie.
De ontstane situatie vormde aanleiding tot Kamervragen en de Onderwijsinspectie besloot een bezoek te brengen aan de school en een spreekuur voor ouders te houden. De inspectie concludeerde dat er geen vervolgbezoek nodig was.
Het nieuwe schooljaar begon Lars Engelse als nieuwe schoolleider, omdat hij eerder al succesvol leiding had gegeven aan de SvPO-school in Utrecht. Het Friesch Dagblad schrijft over hoe de school in Hardegarijp zich weer opnieuw uitvond na het vertrek van de groep docenten.

## Bevoegd gezag
Sinds een fusie in 2022 valt de school onder de schoolstichting Pvo.